# Samuele Sangalli
Samuele Sangalli (Lecco, 10 settembre 1967) è un arcivescovo cattolico italiano, dal 1º ottobre 2024 segretario aggiunto della sezione per la prima evangelizzazione e le nuove Chiese particolari del Dicastero per l'evangelizzazione e dal 6 febbraio 2025 arcivescovo titolare di Zella.

## Biografia
È nato a Lecco, nell'omonima provincia e arcidiocesi di Milano, il 10 settembre 1967.

### Formazione e ministero sacerdotale
È stato ordinato diacono il 13 ottobre 1991 e presbitero per l'arcidiocesi di Milano l'8 giugno 1996 dal cardinale Carlo Maria Martini. 
Ha conseguito la laurea in pedagogia presso l'Università degli Studi Roma Tre, il dottorato in filosofia presso la Pontificia Università Gregoriana e la licenza in teologia spirituale presso la Pontificia Facoltà Teresianum.
Dal 1992 al 1997 è stato assistente spirituale presso la comunità di recupero dalla tossicodipendenza "Alleluia", gestita a Milano dai padri camilliani; dal 1994 al 1997 è stato collaboratore pastorale nella parrocchia della Beata Vergine Assunta in Bruzzano; dal 1997 al 1999 vicario parrocchiale di Santa Maria del Rosario a Milano; nel 2000 è stato Visiting Scholar presso la Faculty of Divinity dell'Università di Cambridge (UK) collaborando nella locale parrocchia cattolica di "Our Lady and the English Martyrs"; trasferitosi a Roma nel 2001, fino al 2009 è stato assistente spirituale presso il Collegio di Villa Nazareth.
Dal 2004 al 2023 è stato officiale presso il Dicastero per i vescovi, professore alla Pontificia Università Gregoriana e alla Libera Università Internazionale degli Studi Sociali. Il 26 settembre 2009 è stato nominato cappellano di Sua Santità.
Il 25 aprile 2023 papa Francesco lo ha nominato sottosegretario del Dicastero per l'evangelizzazione, sezione per la prima evangelizzazione e le nuove chiese particolari.
Il 1º ottobre 2024 papa Francesco lo ha nominato segretario aggiunto del medesimo dicastero, all'interno della medesima sezione, con incarico di responsabile dell'amministrazione del dicastero.

### Ministero episcopale
Il 6 febbraio 2025 papa Francesco lo ha elevato alla dignità episcopale, nominandolo arcivescovo titolare di Zella. Ha ricevuto l'ordinazione episcopale il 19 marzo seguente, nella basilica di San Pietro in Vaticano, dal cardinale Luis Antonio Tagle, pro-prefetto del Dicastero per l'evangelizzazione, co-consacranti il cardinale Francesco Coccopalmerio e l'arcivescovo Fortunatus Nwachukwu.

## Genealogia episcopale
La genealogia episcopale è:
- Cardinale Scipione Rebiba
- Cardinale Giulio Antonio Santori
- Cardinale Girolamo Bernerio, O.P.
- Arcivescovo Galeazzo Sanvitale
- Cardinale Ludovico Ludovisi
- Cardinale Luigi Caetani
- Cardinale Ulderico Carpegna
- Cardinale Paluzzo Paluzzi Altieri degli Albertoni
- Papa Benedetto XIII
- Papa Benedetto XIV
- Cardinale Enrico Enriquez
- Arcivescovo Manuel Quintano Bonifaz
- Cardinale Buenaventura Córdoba Espinosa de la Cerda
- Cardinale Giuseppe Maria Doria Pamphilj
- Papa Pio VIII
- Papa Pio IX
- Cardinale Gustav Adolf von Hohenlohe-Schillingsfürst
- Arcivescovo Salvatore Magnasco
- Cardinale Gaetano Alimonda
- Cardinale Giovanni Cagliero, S.D.B.
- Arcivescovo Guglielmo Piani, S.D.B.
- Arcivescovo José Maria Cuenco
- Arcivescovo Antonio Floro Frondosa
- Cardinale Jaime Lachica Sin
- Cardinale Luis Antonio Tagle
- Arcivescovo Samuele Sangalli

## Opere
- S. Sangalli, Il lessico settoriale delle realtà e dei fatti economici nell'opera omnia di s. Tommaso d'Aquino: esame filosofico del suo insieme, in Tesi Gregoriana. Serie filosofia, Pontificia Univ. Gregoriana, 2005, 912 p., EAN 9788878390522, OCLC 1404583498.
- S. Sangalli, Introspezione medievale. L'analisi dei vizi in Tommaso D'Aquino, Libreria Editrice Vaticana, 2009, 128 p., EAN 9788820981570.
- S. Sangalli, Essere totalmente di Gesù, Libreria Editrice Vaticana, Roma, 2010, 184 p., EAN: 9788820984601.
- S. Sangalli, Fare esperienza di Dio. Itinerari di risurrezione, Libreria Editrice Vaticana, Roma, 2012, 166 p, EAN:9788820987190.
- S. Sangalli, Sentieri di Libertà. Adorazione eucaristica con la Parola, Libreria Editrice Vaticana, Roma, 2014, 96 p., EAN: 9788820992941.
- S. Sangalli, Oltre la paura, Libreria Editrice Vaticana, Roma, 2015, 104 p., EAN: 9788820996772.
- S. Sangalli, Percorsi di discernimento, Ancora, 2018, 96 p., EAN: 9788851420017.
- S. Sangalli, Il silenzio di Dio come alterità e compassione – Indagine interreligiosa, Rubbettino, 2021, 344 p., EAN: 9788849869156.